# Жан-Маттео Багойя
Жан-Маттео Багойя Негос (фр. Jean-Mattéo Bahoya Négoce, нар. 7 травня 2005, Монфермей, Франція) — французький футболіст камерунського походження, атакувальний півзахисник німецького клубу «Айнтрахт».

## Ігрова кар'єра

### Клубна
Жан-Маттео Багойя народився в містечку Монфермей у родині камерунських переселенців. Є вихованцем футбольної школи клубу «Анже», до якого він приєднався у 2014 році. У травні 2022 року футболіст підписав з клубом перший професійний контракт до 2025 року.
6 січня 2023 року Багойя провів свою першу гру в основі «Анже» в турнірі Кубка Франції. В чемпіонаті Франції футболіст дебютував 25 лютого того року в матчі проти «Ліона».
25 січня 2024 року Жан-Маттео перейшов до німецького «Айнтрахта» з Франкфурта, підписавши з клубом контракт на 5 з половиною років. Першу гру в Бундеслізі футболіст провів 3 лютого, вийшовши на заміну в поєдинку проти «Кельна».

### Збірна
Маючи камерунське походження, Жан-Маттео Багойя на міжнародному рівні обрав Францію. В листопаді 2022 року він почав свої виступи у юнацькій збірній Франції (U-18).